# 京渓南方医院駅
京渓南方医院駅（けいけいなんぽういいん-えき）は、中華人民共和国広東省広州市白雲区広州大道北、南方医院玄関の近くに位置する広州地下鉄3号線の駅。
駅名は付近にある京渓村と南方医院の連称であり、漢字6文字の駅名として広州地下鉄の駅のうち一番長いものである。

## 利用可能な鉄道路線
広州地下鉄
■3号線

## 駅構造
| 地下1階 | コンコース                 | 改札口、自動券売機、サービスセンター、駅商店、フライト情報板、駅警備室、セキュリティ |  |
| 地下2階 | 1番線                      | 3号線 梅花園へ（海傍方面）                                                           |  |
|         | 島式ホーム、左側の扉が開く |                                                                                      |  |
|         | 2番線                      | 3号線 同和へ（機場北方面）                                                           |  |

## 駅周辺
- 南方医院
- 京渓村

## 歴史
- 2010年10月30日 - 開業。

## 隣の駅
広州地下鉄
■3号線
同和駅 322 - 京渓南方医院駅 321 - 梅花園駅 323